# Acidodontium seminerve
Acidodontium seminerve är en bladmossart som beskrevs av J. D. Hooker och William M. Wilson 1846. Acidodontium seminerve ingår i släktet Acidodontium och familjen Bryaceae. Inga underarter finns listade i Catalogue of Life.